# دموس ممنولوم
دموس ممنولوم (انگلیسی: Demos Memneloum؛ زادهٔ ۱۲ ژوئن ۱۹۹۴) جودوکار زن اهل چاد است که در مسابقات کشوری و بین‌المللی در مجموع برندهٔ ۲ مدال برنز شده‌است.